# Пясъчен варан
Пясъчните варани (Varanus gouldii) са вид влечуги от семейство Варанови (Varanidae).
Разпространени са в по-голямата част от Австралия.
Таксонът е описан за пръв път от британския зоолог и филателист Джон Едуард Грей през 1838 година.

## Подвидове
- Varanus gouldii flavirufus
- Varanus gouldii gouldii